# 惠普ZBook
惠普ZBook是惠普生產的一款移动工作站，是惠普Z系列產品之一。于2013年9月推出，取代了惠普先前的HP EliteBook系列的移动工作站型号。ZBook的主要競爭對手為戴尔的Precision和联想的ThinkPad P系列。

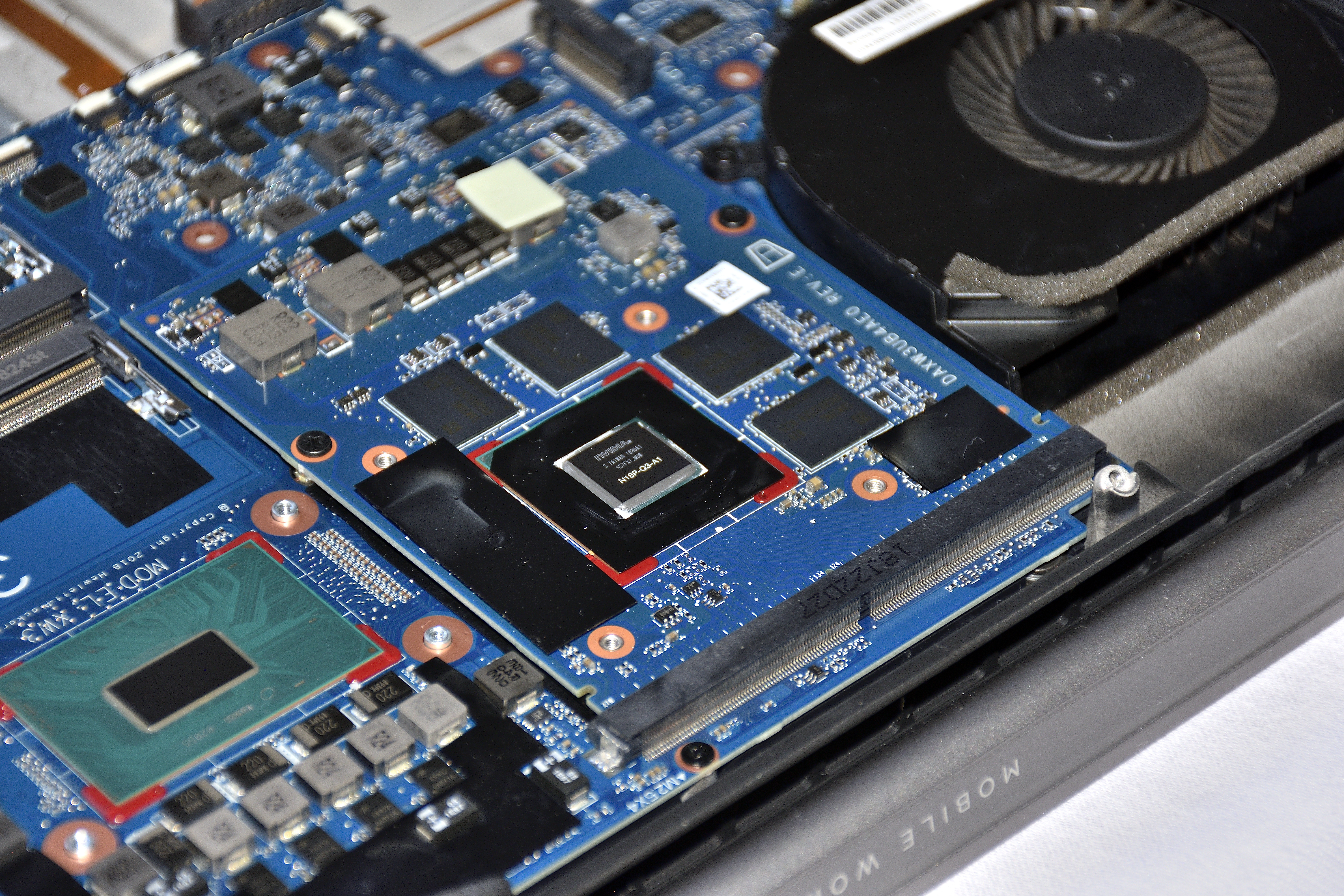
ZBook的Nvidia Quadro P2000 显卡

此系列電腦在中國內地被命名為「惠普戰99筆記本電腦系列」。

## 引用
1. ↑  . www.hp.com.   [2022-05-13]. （原始内容存档于2022-05-19） （美国英语）.
2. ↑  . Engadget.   [2022-05-13]. （原始内容存档于2022-06-07） （美国英语）.